# Maison du Peuple de Saint-Malo
La maison du Peuple de Saint-Malo est un bâtiment construit en 1920 à Saint-Malo sur les plans d'Edmond Eugène Mantrand. Elle est constituée d'un pavillon situé au 13, avenue Jean-Jaurès, et d'une salle des fêtes construite dans son prolongement à l'arrière. L'ensemble  est inscrit au titre des monuments historiques depuis le 16 novembre 2011.

## Historique et architecture
Le terrain, alors situé à la limite du quartier de la gare, de la zone portuaire et d'un quartier de petites industries, est acquis par l'Union des syndicats pour y bâtir une maison du peuple sur les plans du projet proposé dès 1915 par Edmond Eugène Mantrand (1878-1925) alors architecte municipal de la commune voisine de Saint-Servan (aujourd'hui rattachée à Saint-Malo). Le projet est soutenu par les deux municipalités. 
Un pavillon à deux étages ouvrant sur la rue et abritant bureaux et salles de réunion est construit sur une parcelle assez étroite en 1920. Sa façade présente quelques réminiscences Art nouveau. Dans son prolongement, à l'arrière, est construite une salle des fêtes en 1926.  
Le bâtiment est aujourd'hui la propriété d'une association et abrite les activités de l'union syndicale locale de la CGT. C'est l'une des rares maisons du peuple encore conservées de nos jours en Bretagne.
Sur la façade de l'édifice figure une mosaïque où est inscrite la traduction française « Un pour tous, tous pour un » de la locution latine « Unus pro omnibus, omnes pro uno ».

## Expositions et conférences
- Septembre 2020 : Centenaire de la maison du Peuple[4].
- Du 20 juillet au 7 août 2022 : Exposition commémorative du centième anniversaire de la naissance du peintre Geoffroy Dauvergne[5].